# نیزه‌ماهی‌سانان
نیزه‌ماهی‌سانان (به لاتین: Istiophoriformes) راسته‌ای از ماهیان استخوانی است که توسط برخی از آرایه‌شناسان به‌طور کامل شناخته نشده‌است، برخی از آنها شامل دو خانواده زنده شمشیرماهیان و نشزه‌ماهیان و برخی دیگر از جمله خانواده کوترماهیان هستند.

## خانواده‌ها
خانواده‌های زیر زیر عنوان نیزه‌ماهی‌سانان طبقه‌بندی می‌شوند. سه تا زنده هستند و سه تا منقرض شده‌اند:
- کوترماهیان (ماهی‌های باراکودا)
- شمشیرماهیان (شمشیر ماهی)
- نیزه‌ماهیان (مارلین‌ها، نیزه‌ماهی‌ها و بادبان‌ماهی‌ها)
- † Hemingwayidae
- † Palaeorhynchidae
- † Blochiidae